# 蓋姆韋爾 (北卡羅萊納州)
蓋姆韋爾（英語：Gamewell）是一個位於美國北卡羅萊納州考德威爾縣的城鎮。

## 人口
根據2020年美國人口普查的數據，蓋姆韋爾的面積為21.00平方千米，皆為陸地。當地共有人口3702人，而人口密度為每平方千米176人。